# Yukihiko Ikeda

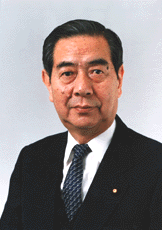
Yukihiko Ikeda, 1996

Yukihiko Ikeda (jap. 池田 行彦, Ikeda Yukihiko, geb. Awane, 粟根; * 13. Mai 1937 in Kōbe; † 28. Januar 2004 in Tokio) war ein japanischer Politiker. Er gehörte als Abgeordneter der Liberaldemokratischen Partei (LDP) über 25 Jahre lang dem Shūgiin an und war unter anderem Außen- und Verteidigungsminister seines Landes.
Ikeda wuchs in Kōbe, Hiroshima und Tokio auf, 1945 erlebte er den Atombombenabwurf und das Kriegsende in einem abgelegenen Bergdorf außerhalb von Hiroshima, wohin er im Juli 1945 mit seiner Mutter geflohen war. Er absolvierte 1961 sein Studium an der rechtswissenschaftlichen Fakultät der Universität Tokio und wurde anschließend Beamter im Finanzministerium. 1964 wurde er ins Außenministerium entsandt, für das er ein Jahr später als Vizekonsul in New York City tätig war. 1969 heiratete er Noriko Ikeda, die Tochter des ehemaligen Premierministers Ikeda Hayato, und nahm dessen Namen an. Zurück im Finanzministerium arbeitete Ikeda unter anderem am Aufbau der Japan Foundation mit und wurde schließlich 1974 Sekretär von Finanzminister Ōhira Masayoshi.
Ikeda verließ 1975 das Ministerium, um bei der Shūgiin-Wahl 1976 zu kandidieren. Im 2. Wahlkreis Hiroshima wurde er für die LDP gewählt und später zehnmal wiedergewählt. Innerparteilich schloss er sich der Ōhira-Faktion an. 1981 wurde er für ein Jahr stellvertretender Kabinettssekretär, von 1986 saß er dem Finanzausschuss des Shūgiin vor. 1989 wurde er als Leiter der Behörde für Management und Koordination erstmals Minister im kurzlebigen Kabinett Uno, ein Jahr später wurde er stellvertretender Generalsekretär der LDP und im Dezember 1990 dann Leiter der Verteidigungsbehörde im 2. Kabinett Kaifu. 1996 ernannte ihn Premierminister Ryūtarō Hashimoto zum Außenminister. In dieser Funktion machte er unter anderem Schlagzeilen, als er kurz nach Amtsantritt im Februar 1996 die japanischen Ansprüche auf den umstrittenen Liancourt-Felsen bekräftigte. In seine Amtszeit fiel auch das Geiseldrama in der japanischen Botschaft in Lima.
Bei der Kabinettsumbildung im September 1997 wurde Ikeda durch Keizō Obuchi abgelöst, der ein Jahr später Premierminister wurde. Unter dessen Parteivorsitz erhielt er eines der drei wichtigsten Parteiämter der LDP, zuerst den Vorsitz des Politikforschungsrates (PARC), dann den Vorsitz des Exekutivrates.
Als der Vorsitzende seiner Faktion, Katō Kōichi, 2000 versuchte, die Parteiführung zu stürzen, gehörte Ikeda zu seinen einflussreichsten Gegnern in der Faktion und half Yoshirō Mori, der den verstorbenen Obuchi ersetzt hatte, die sogenannte „Katō-Rebellion“ niederzuschlagen.
2004 starb Ikeda im Alter von 66 Jahren an Darmkrebs. Seinen Parlamentssitz gewann der Mann seiner Nichte, Minoru Terada (LDP, Koga-Faktion), bei einer Nachwahl.

## Ehrungen
- 1998: Großkreuz des Ordens des Infanten Dom Henrique